# Lulav

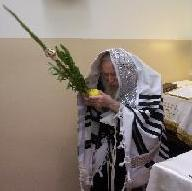
Rabin din Zidichov legănând un lulav.

Lulav-ul (în ebraică: לולב) este o ramură culeasă verde, cu frunza palmierului fondată, de exemplu din pomul de finic. Trebuie să fie în întregime cu frunze drepte întregi ca strânse să nu se rupă în partea de sus. 

Termenul "Lulav", de asemenea, se referă la combinații de toate cele trei tipuri de ramuri, care sunt legate împreună într-un buchet de Sărbătoarea Corturilor la iudei. 

Acest buchet împreună cu fructul chitrului (pomului frumos) formează arba'ah minim (în ebraică ארבעה מינים, cele "patru specii") și sunt folosite în serviciul de rugăciune din diminețile zilelor sărbătorii corturilor numită la iudei Sucot. 

Celelate specii sunt hadas (mirtul), aravah (salcia), și etrog (chitră).

## Porunca în Scripturi
Poruncile să obții un lulav pentru sărbătoarea Sucot sunt scrise prima dată în Leviticul:
Leviticul 23:40
ebraică ולקחתם לכם ביום הראשׁון פרי עץ הדר כפת תמרים וענף עץ־עבת וערבי־נחל ושׂמחתם לפני יהוה אלהיכם שׁבעת ימים׃
"Și luați, în ziua întâi, fruct de copaci frumoși (hadar), chitră, palmă de finici (lulav), ramuri din pomi denși (mirt), și sălcii de vale; și să vă veseliți înaintea DOMNULUI Dumnezeului vostru, șapte zile."

### Critici biblici clasici ebraici

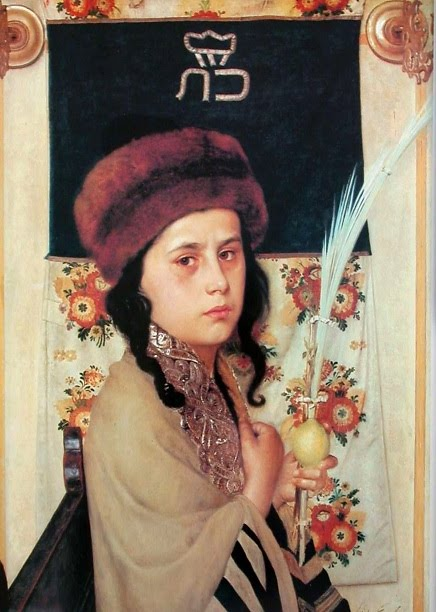
Isidor Kaufmann: Copil cu Lulav

Deoarece cu toate versetele biblice, Legea derivă numeroase detalii și specificări legate de porunci prin interpretarea în maniera în care cuvintele sunt utilizate, scrise și ordonate în versetele Tora.
Rași (Șlomo Iițhaki), comentatorul bibic cel mai important, se axează asupra ortografiei cuvintelor din versetul care se referă la lulav: kapot t'marim (כפת תמרים, "pălmi [de] finic").  Primul cuvânt se referă la "pălmi" și este scris în fomra plurală (kapot - כפת) în loc de forma singulară (kaf - כף), pentru a indica că porunca este nu să iei doar o singură frunză a întregii palme. Însă cuvântul este scris înntr-un mod deficitar, fără litera vav, așa cum în mod normal ar conține cuvântul plurar (כפת în loc de כפות). Rași explică că litera omisă vav este pentru a indica că trebuie luată doar o singură ramură-palmă, pe baza discuției talmudice în acestă privință.

## Regulile legate delulavîn Iudaism
Un lulav, așa cum arată toate articolele (ceremoniei) mițva (cele folosite pentru a afla cum se pot împlini cerinețele biblice și rabinice din Iudaism), trebuie să îmlineacă anumite specificații pentru a fi koșer și permisibile pentru a fi folosite la împlinirea poruncii celor patru specii.
Ideal, un lulav consistă din o palmă de finic (culeasă verde) aproape închisă (să nu se rupă frunzele în partea de sus).

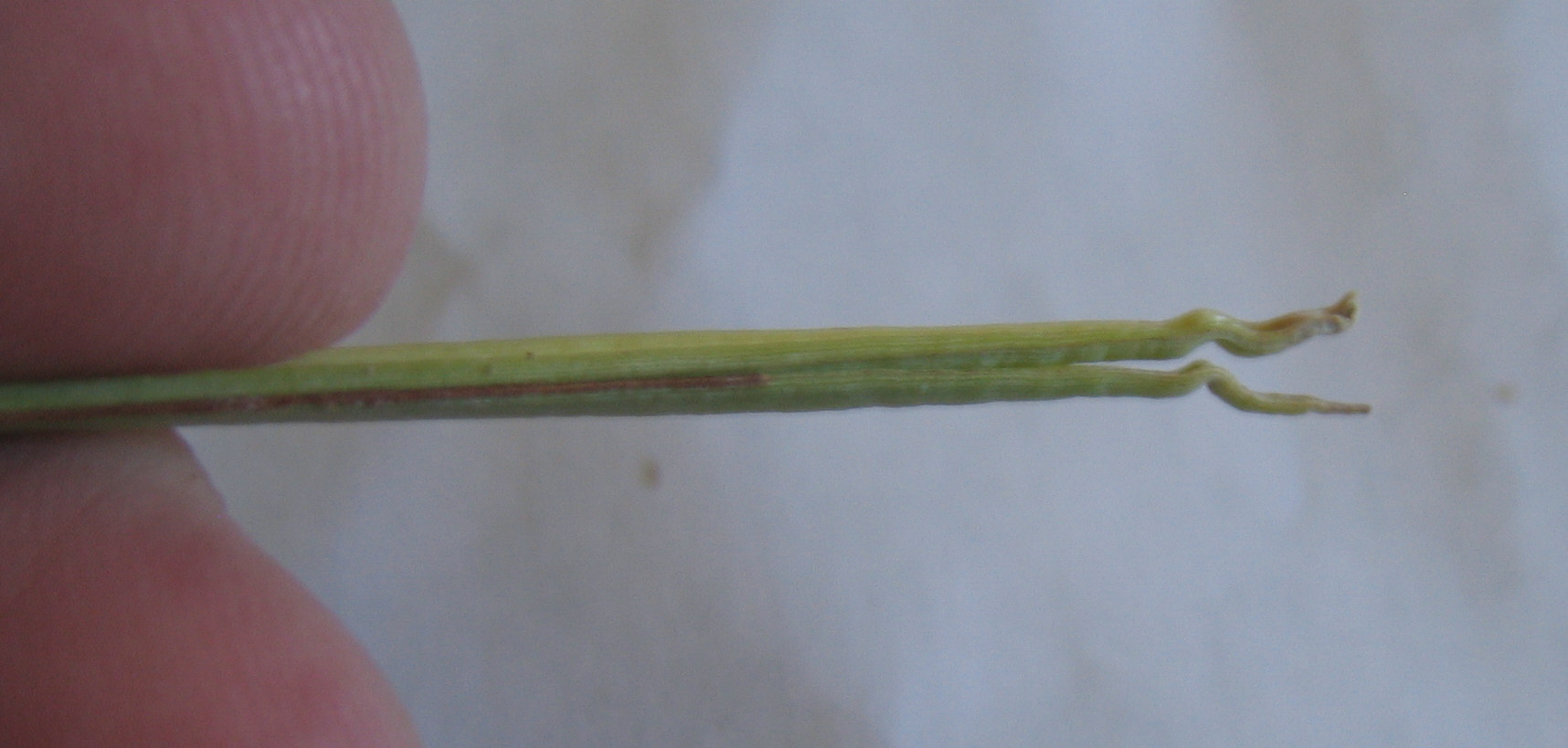
The tiyomet, ori frunză mijlocie a lulav, arătată crestată